# Улица Шота Руставели (Владикавказ)
Улица Шота Руставели — улица во Владикавказе, Северная Осетия, Россия. Находится в Затеречном муниципальном округе между улицами Зангиева и Коблова. Начинается от улицы Зангиева.
Улицу Шота Руставели пересекают улица Дивизии НКВД, проспект Коста, улицы Ардонская, Заурбека Калоева, Тургеневская, Гончарова и Гастелло.
Улица названа в честь грузинского поэта Шота Руставели.
Улица образовалась во второй половине XIX века. Впервые отмечена на плане города Владикавказа «Карты Кавказского края». Первоначально называлась как Крайняя улица. В 1891 года уже отмечена как Чернореченская улица. Упоминается под этим же названием в Перечне улиц, площадей и переулков от 1911 года.
8 сентября 1966 года Чернореченская улица была переименована в улицу Шота Руставели.